# Kostel svatého Josefa (Malá Strana)
Kostel svatého Josefa v Praze-Malé Straně je římskokatolický filiální, dříve klášterní kostel kongregace anglických panen na Malé Straně v Praze 1. Raně barokní kostel byl postaven v letech 1686 až 1692 jako součást tehdejšího kláštera karmelitek a jsou společně chráněny jako nemovitá kulturní památka.

## Dějiny

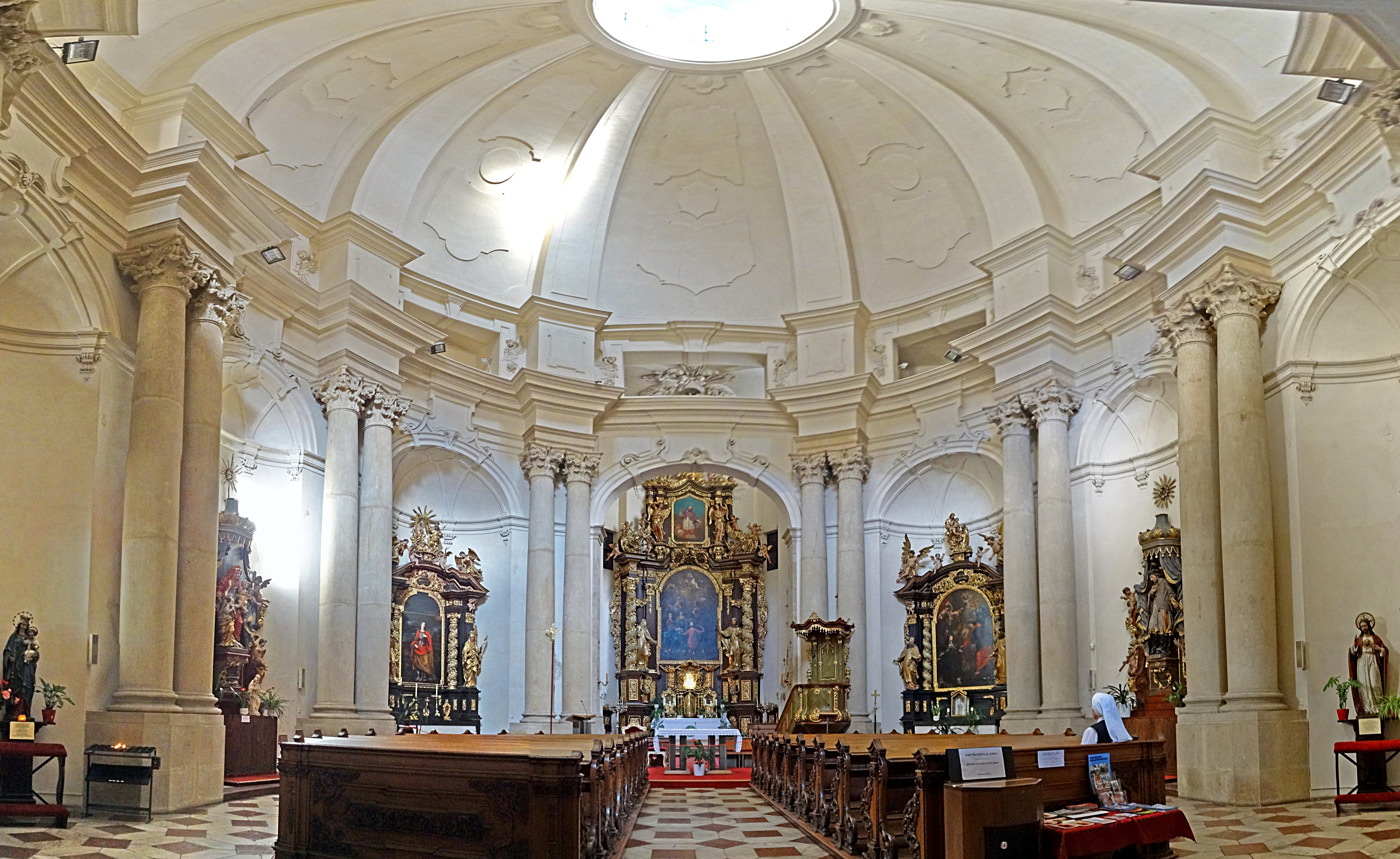
Interiér kostela sv. Josefa na Malé Straně

Kostel byl vystavěn při klášteře bosých karmelitek reformované řehole sv. Terezie z Avily. Karmelitky povolal do Prahy Ferdinand III. v roce 1655. Pozemky pro klášter a kostel vykoupil císař od rodiny Valdštejnů, a to čtyři domy, květnici, zeleninovou, ovocnou a dřevnou zahradu. Část zahrady, karmelitkami přebudovaná a doplněná třemi kaplemi, se zachovala, je v majetku Městské části Prahy 1 a veřejnosti zpřístupněná pod názvem Vojanovy sady. Základní kámen klášterního kostela byl položen v roce 1673 za přítomnosti Leopolda I. Kvůli různým překážkám (mj. i nejeden spor se sousední rodinou Lobkowiczů a koupě dalších tří domků) byla stavba odkládána, rovněž základní kámen kostela byl přenesen na jiné místo. Projektant stavby je nejasný. Jan Baptista Mathey v roce 1686 v memoriálu císaři uvádí v soupisu svých prací Plán ke kostelu panen karmelitek v Praze. Mezi kresbami architekta Johanna Bernharda Fischera byly nalezeny půdorys a centrální řez stavby označené jako kostel sv. Josefa u karmelitek v Praze na Malé Straně s tím, že autor kresby je Abraham di Parigi (Abraham Paris).
Výstavba kostela probíhala v letech 1686 až 1692 v raně barokním slohu v Josefské ulici, (dříve nazývané Ke svatému Tomáši), stavitelem byl Johann Ross. Průčelí nese letopočet 1691, v červenci 1692 byly svěceny zvony a v říjnu 1692 byl kostel vysvěcen. K dalšímu vysvěcení došlo v roce 1714, ačkoli vybavení interiéru ještě nebylo dokončeno. Karmelitky zde působily až do roku 1782, kdy došlo zrušení kláštera Josefem II. V roce 1783 byla do areálu dosazena řeholní kongregace anglických panen, které zde provozovaly výchovný ústav až do roku 1919. Poté klášter prodaly a odstěhovaly se. V letech 1928–1937 dle návrhu Františka Roitha byla na části území kláštera postavena budova Ministerstva financí.

## Architektura
Kostel sv. Josefa byl zbudován na oválném půdorysu sklenutém kupolí s klenebními pasy a okulem. Průčelí rytmizované přepásanými bosovanými pilastry připomíná jednak nizozemskou architekturu, např. jezuitský kostel ve vlámské Lovani, ale také karmelitský chrám v Linci. Fasáda ve zúženém měřítku vychází ze vzoru hlavního karmelitánského kostela Santa Maria della Scala v Římě, v městské části Trastevere. Na východní straně je kostel chodbou propojen s chórovou kaplí.

## Výzdoba kostela

### Exteriér
Na průčelí kostela jsou: Socha sv. Terezie z Ávily a sv. Jana od Kříže. Uprostřed, nad letopočtem 1691, je socha sv. Josefa. Autorem těchto děl je Matěj Václav Jäckel. Nad sochou sv. Josefa je v kartuši nápis ITE AD JOSEPH (Jděte k Josefovi). Nad vchodem kostela je reliéf s habsburským císařským orlem a iniciálou císaře Leopolda I., který se osobně zúčastnil svěcení základního kamene stavby. Na boční (jižní) fasádě: Socha Panny Marie Immaculaty – autor Matěj Václav Jäckel.

### Interiér
- Hlavní oltář z let 1698–1700 má architekturu od truhláře Michala Dobnera a řezbářskou výzdobu z dílny Matěje Václava Jäckela. Po stranách stojí sochy sv. Terezie a sv. Jana od Kříže v nadživotní velikosti, rovněž andělské karyatidy a dovádějící putti jsou Jäckelova práce. Obraz sv. Rodiny z roku 1702 namaloval Petr Brandl, obraz sv. Františka Saleského v oltářním nástavci z 2. poloviny 19. století vytvořil Josef Vojtěch Hellich. Práce na hlavním oltáři byly dokončeny až v roce 1700, na oltář přispěla hraběnka Kolowratová a Verdugo.
- Levý oltář svaté Tekly je z roku 1696 a původně byl zasvěcen Panně Marii. Obraz pochází z 19. století, po jeho stranách jsou sochy sv. Václava a sv. Ludmily. Oltář završuje reliéf Nejsv. Trojice. Autorem řezbářské práce je již výše jmenovaný Matěj Václav Jäckel.
- Protější postranní oltář z roku 1697 nese obraz Vidění sv. Terezie z Ávily. Tento Brandlův obraz věnoval kostelu Václav Vojtěch ze Šternberka. Je mezi sochami proroků Elijáše a Elisea, v nástavci nad nimi je Madona, která podává škapulíř sv. Šimonovi, všechny řezby jsou dílem Matěje Václava Jäckela. Miniaturu sochy Pražského Jezulátka, stojící ve skříňce na oltářní menze, věnovala roku 1742 hraběnka Kolowratová.
- Oltář svaté Anny Samétřetí má uprostřed pod baldachýnem polychromovanou dřevořezbu od J. J. Šlanzovského[4], roku 1735 jej věnovala karmelitka Eleonora ovdovělá hraběnka Valdštejnová.[5]
- Oltář Svatého Jana Nepomuckého (polychromovaná dřevořezba pod baldachýnem) od J. J. Šlanzovského je z téhož roku a opět darem karmelitky Eleonory z Valdštejna.
- Rokoková kazatelna je dílem karmelitských řezbářů z roku 1778.
- Mramorová dlažba kostela je z roku 1711, stejně jako barokní lavice s bohatou řezbou festonů a girland. Autor lavic není znám.[3]

### Chór řeholnic
Chór přiléhá ke kostelu z východní strany, je z něj přístupný severním průchodem. Jižní průchod kostel spojuje s kaplí, v níž byla původně vystavena bl. Elekta. Chór má ve východní polokruhové stěně sedile pro řeholnice a nad nimi tři barokní skříňkové relikviáře.  
- Oltář je proti sedadlům na západní straně. Jeho architektura s Božím hrobem v menze je propojena s menzou hlavního oltáře kostela, stěna je v tom místě proražená. V nástavci oltáře visí obraz sv. Josefa s Ježíškem v náručí, který údajně namaloval Petr Brandl.
- Skříň na paramenta s řezbou maskaronů je raně barokní.[6]
- Barokní obraz Zjevení Krista svatému Janovi od Kříže od neznámého mistra je datován letopočtem 1726 s dedikací.

## Galerie

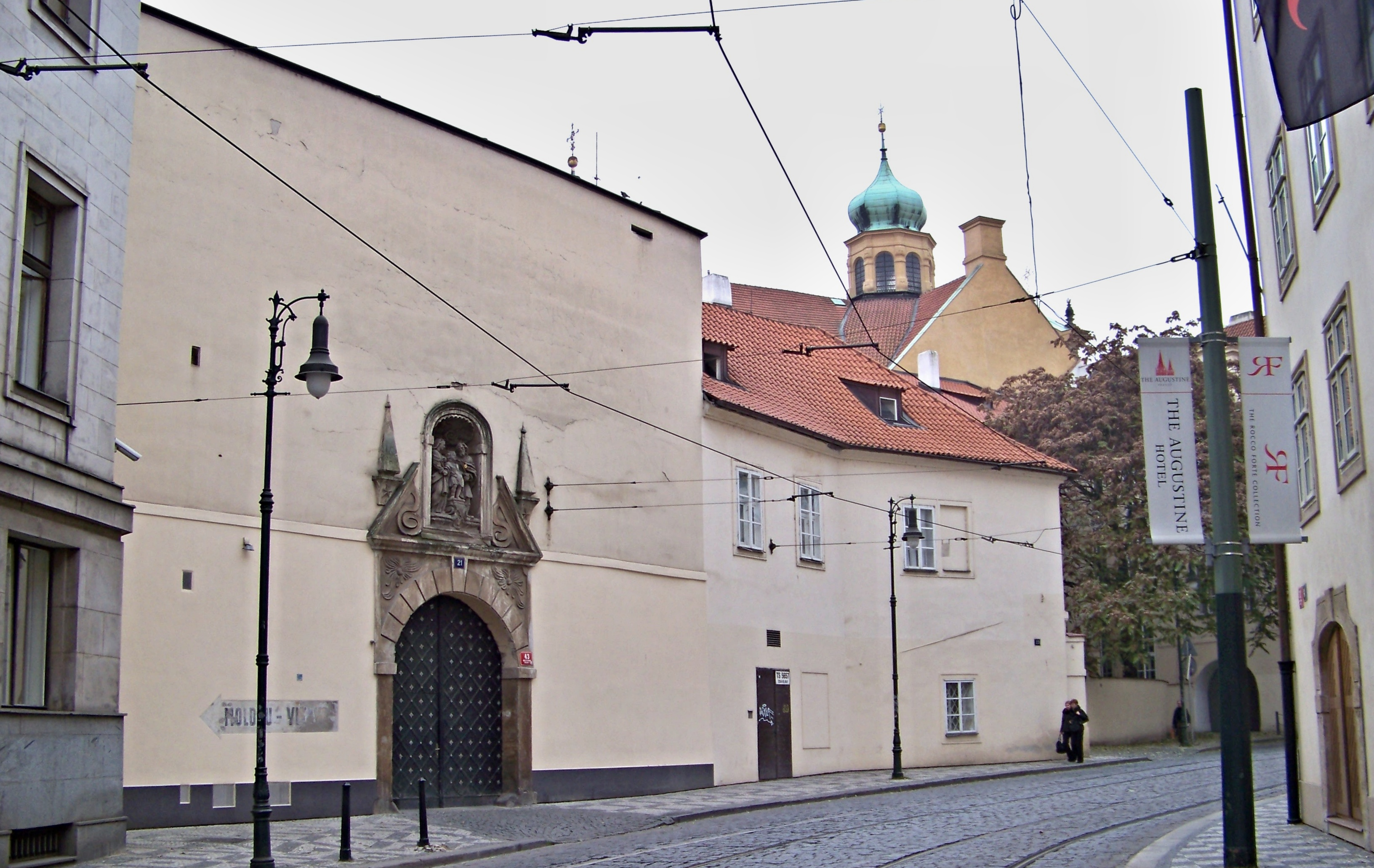
Klášter karmelitek z Letenské ulice
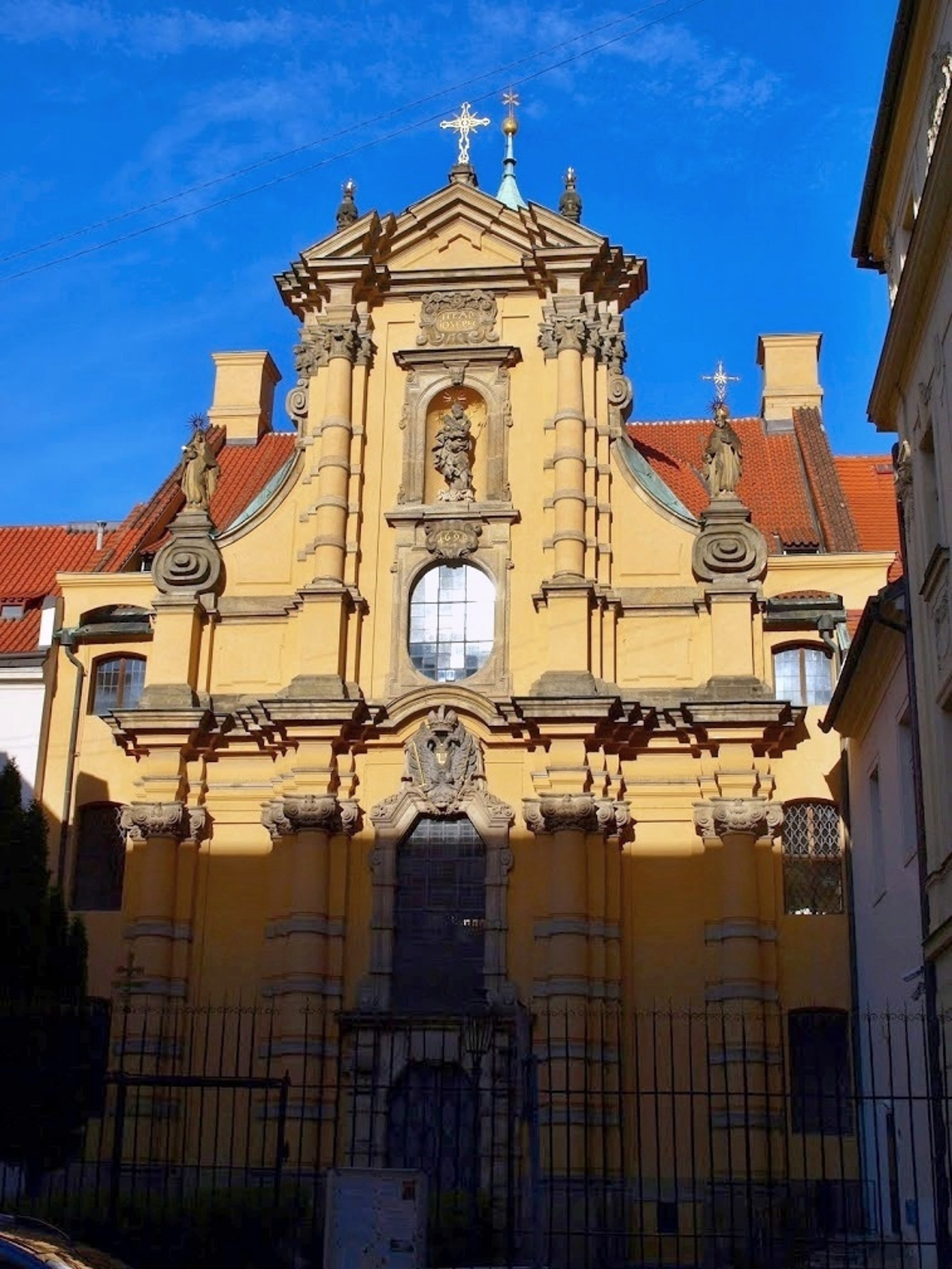
Průčelí kostela v zapadajícím slunci
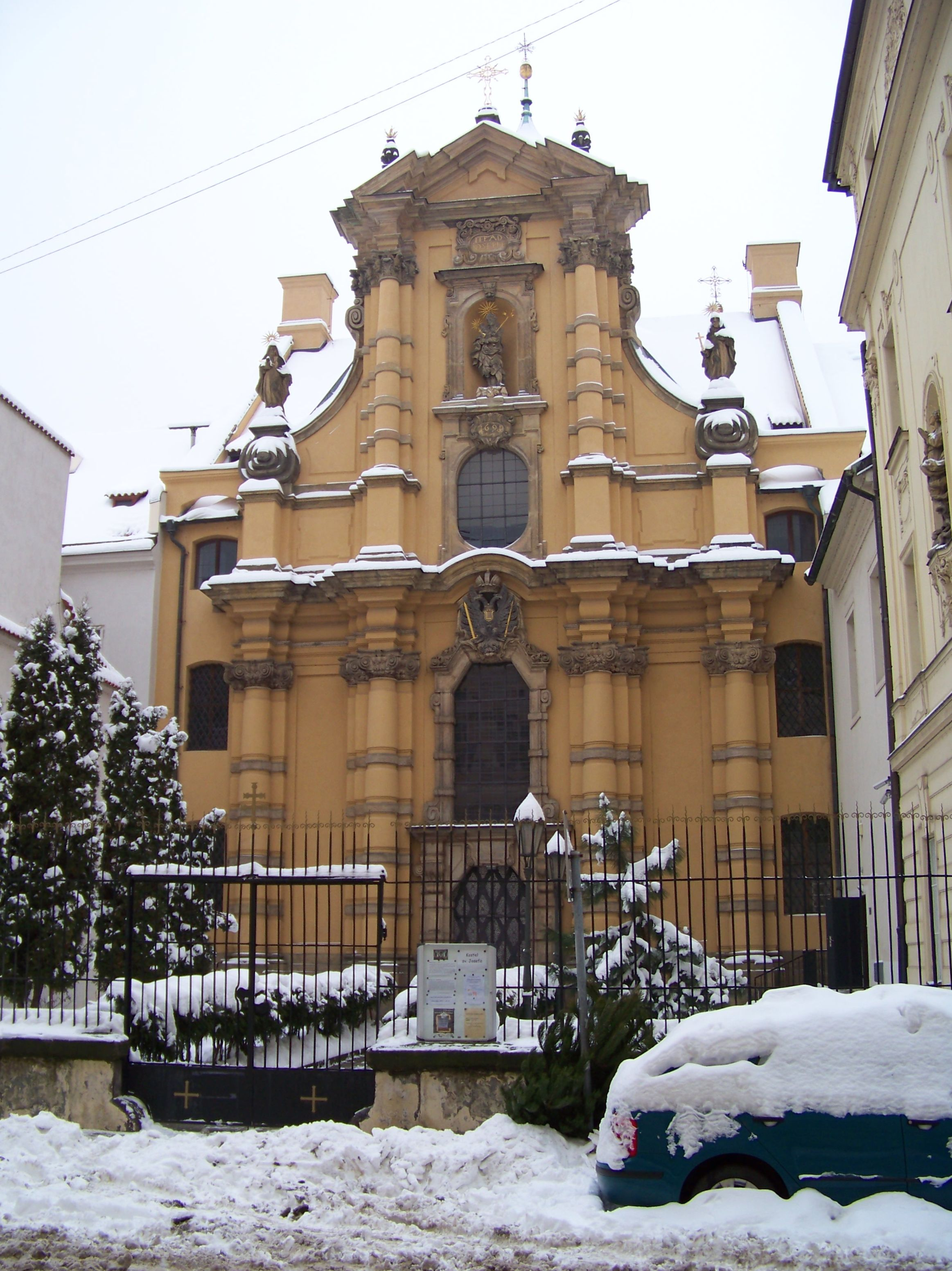
Průčelí kostela v zimě
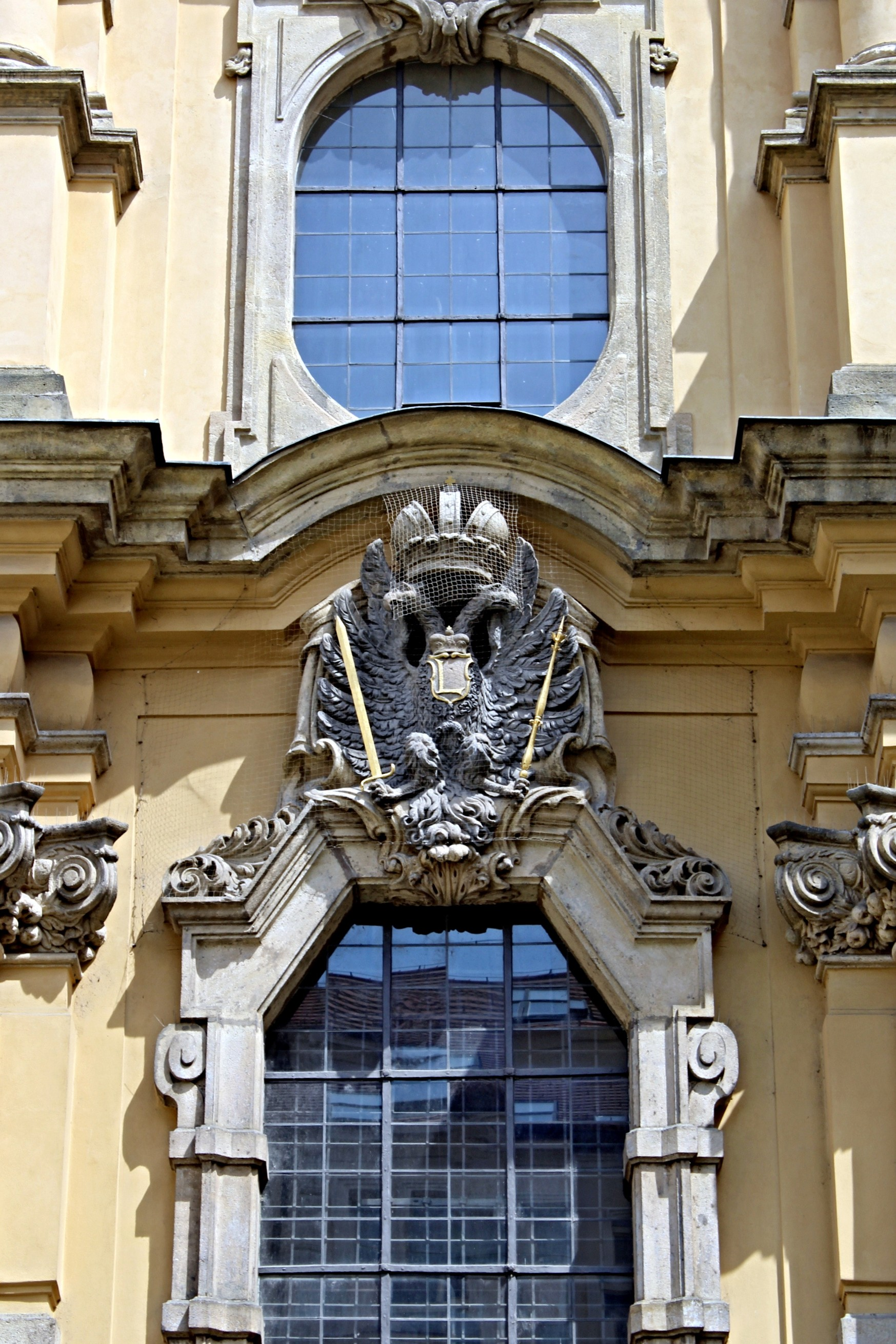
Erb císaře Leopolda nad portálem kostela
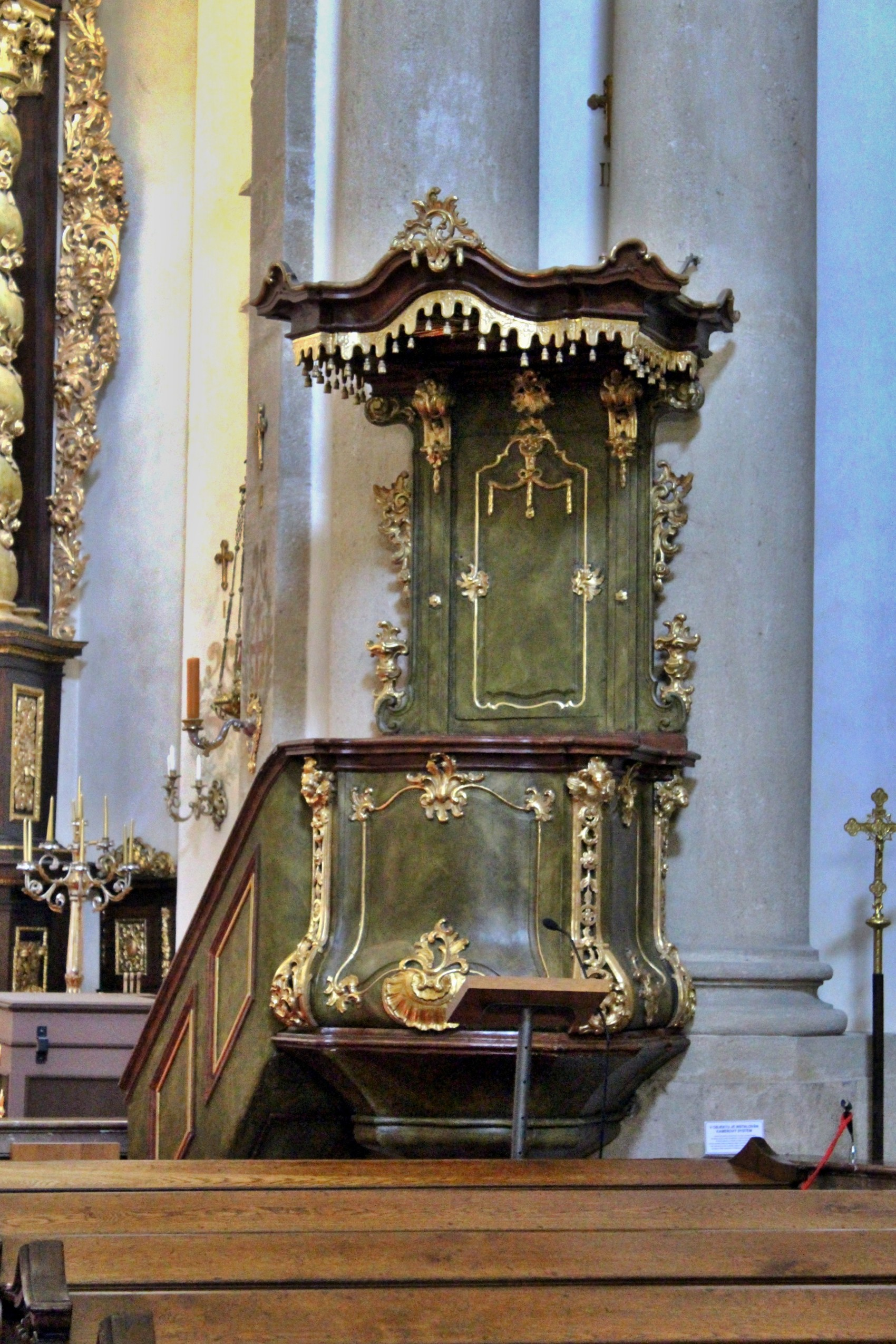
Rokoková kazatelna
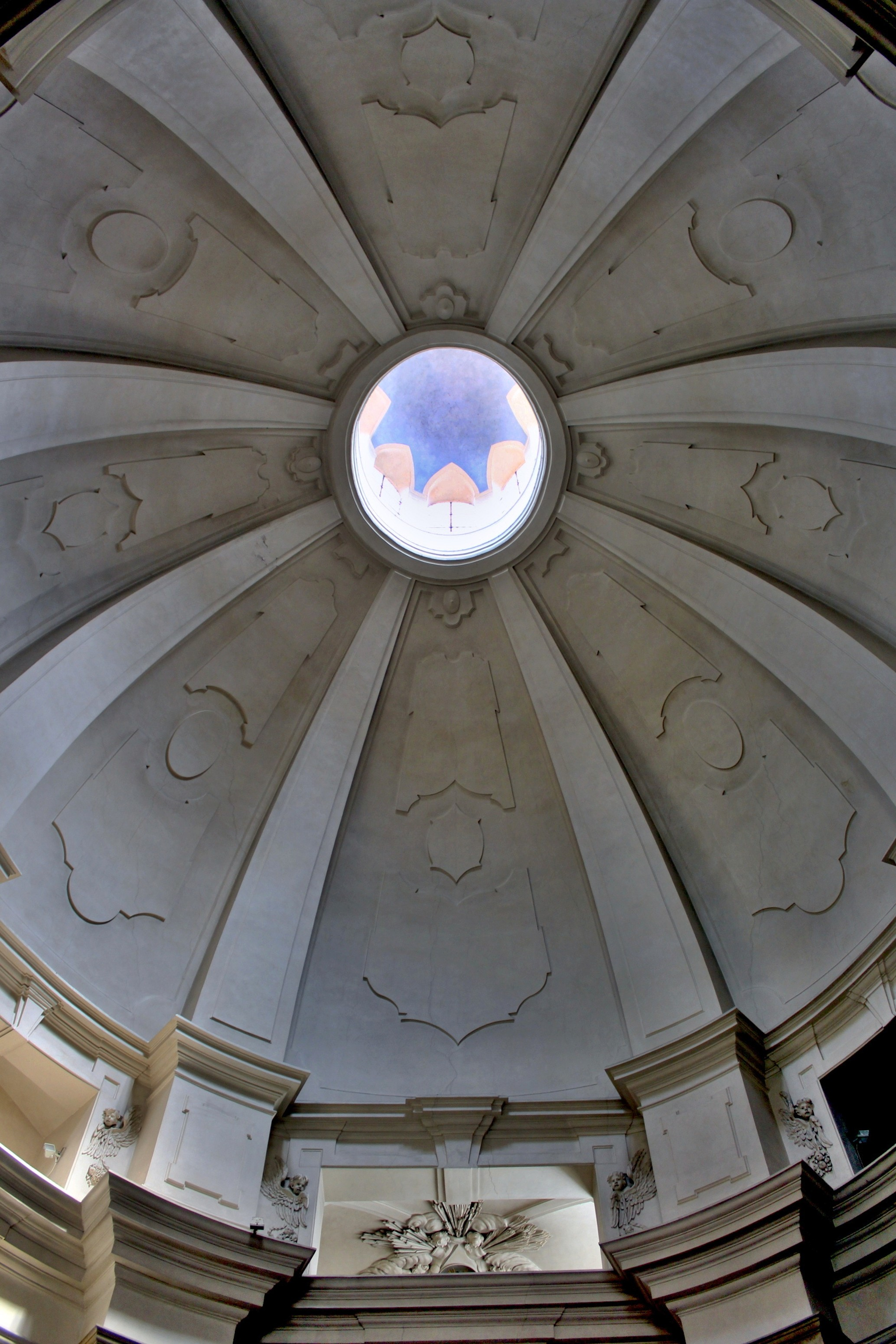
Kupole s lucernou
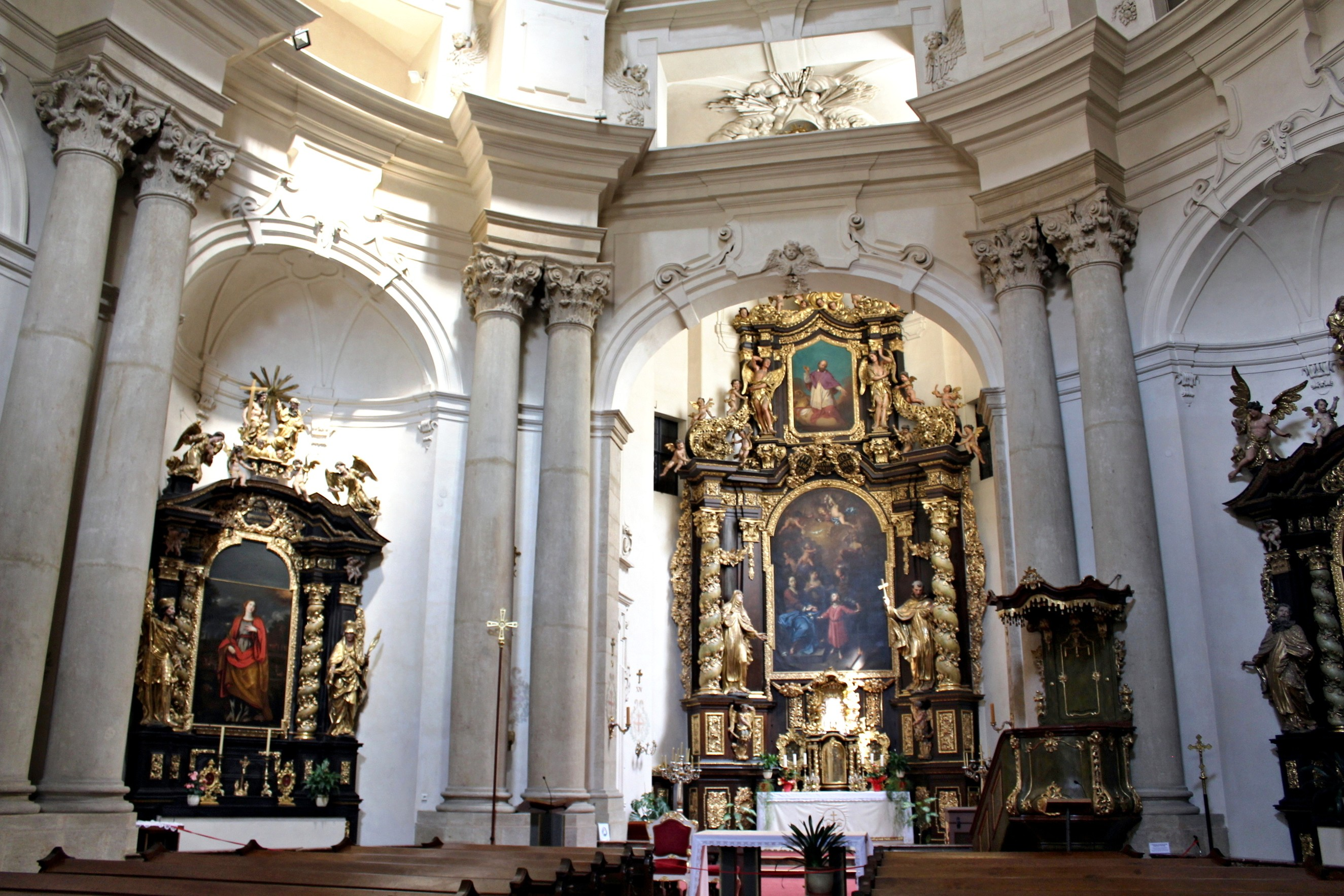
Oltáře sv. Josefa a sv. Tekly
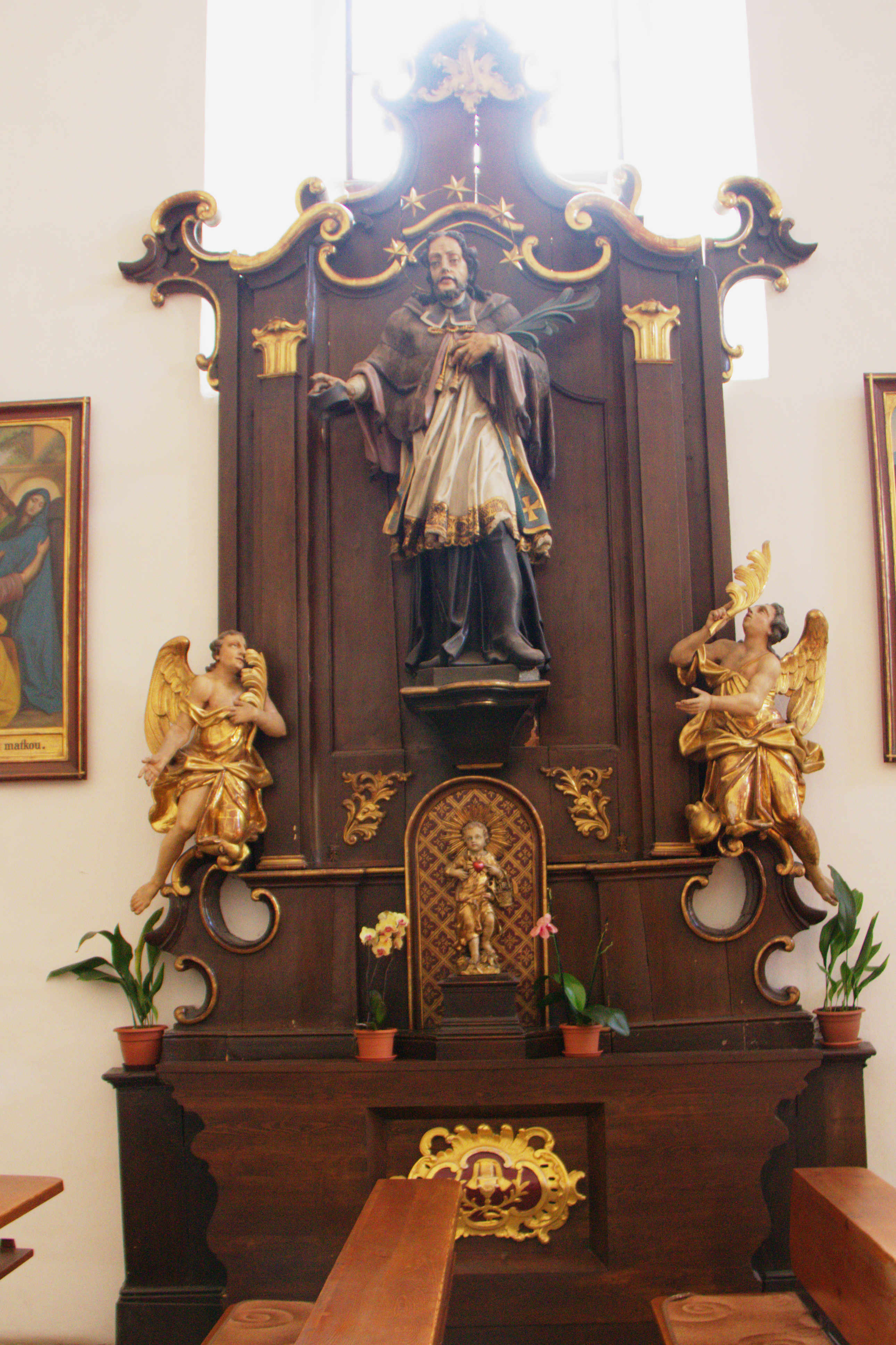
Oltář sv. Jana Nepomuka
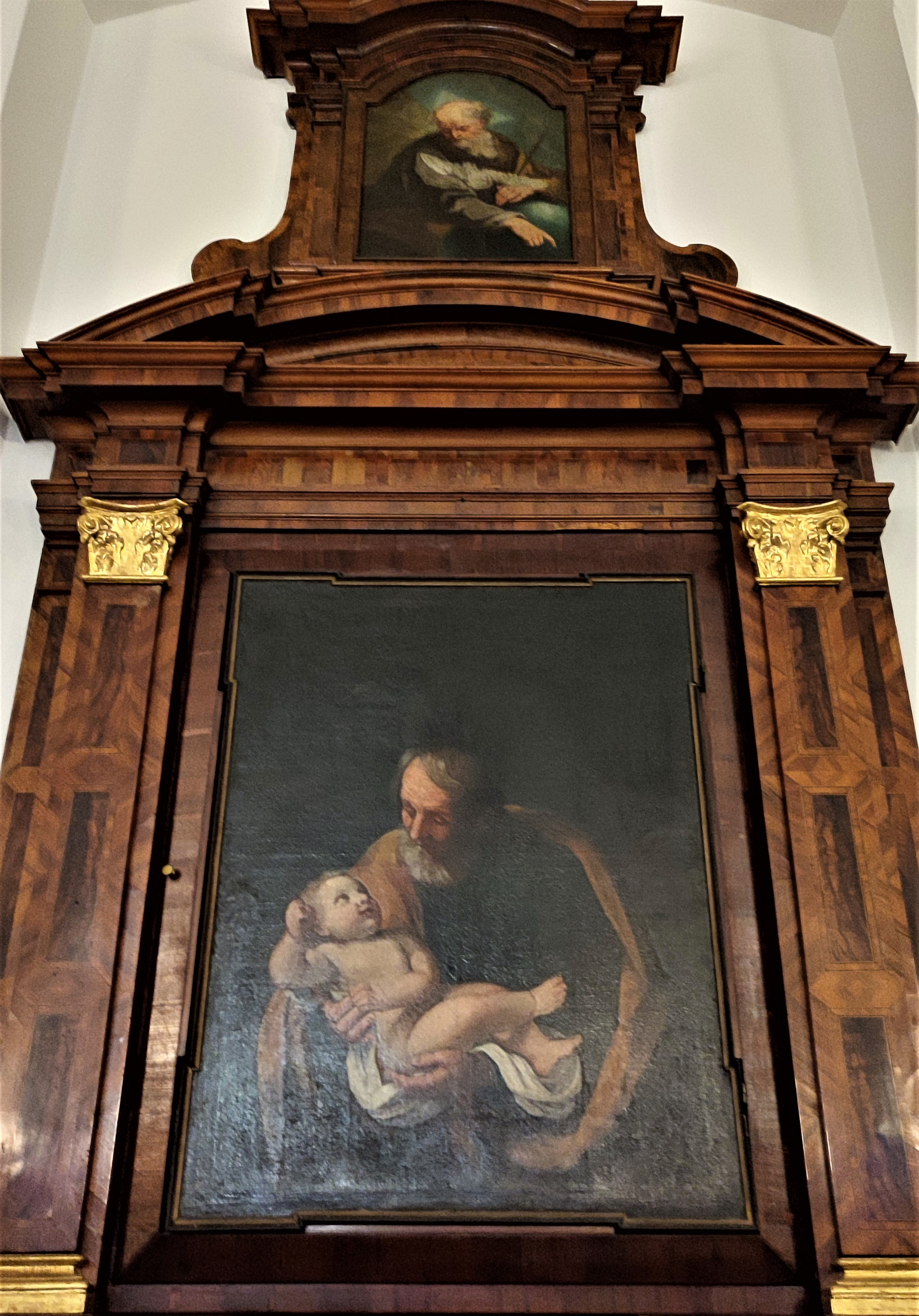
Oltář sv. Josefa v chóru